# Parafia Świętej Trójcy w Gnieźnie
Parafia pw. Świętej Trójcy w Gnieźnie – parafia rzymskokatolicka należąca do dekanatu gnieźnieńskiego I, archidiecezji gnieźnieńskiej, metropolii gnieźnieńskiej.

## Zasięg parafii

### Miejscowości i ulice
W granicach parafii znajdują się ulice Gniezna:

- Bolesława Chrobrego,
- Dworcowa,
- Farna,
- Kaszarska,
- Kawiary (część),
- Klonowa,
- Konopnickiej,
- Kopernika,
- Kościuszki,
- Lecha,
- Łąkowa,
- Łubieńskiego,
- Mickiewicza,
- Mieszka I,
- Miła,
- Moniuszki,
- Pocztowa,
- Okulickiego,
- Rynek (część),
- Rzeźnicka,
- Sienkiewicza,
- Składowa,
- Słomianka,
- Sobieskiego (część),
- Stroma,
- Surowieckiego (część),
- św. Wawrzyńca (część),
- Warszawska (część),
- Wierzbowa,
- Witkowska (część),
- Wrzesińska (część)

## Miejsca kultu

### Kościół parafialny
- Kościół Świętej Trójcy w Gnieźnie

### Kościoły filialne i kaplice
- Kościół Najświętszej Maryi Panny Królowej Polski w Gnieźnie